# کهن‌شهر سفلی
کهن‌شهر سفلی روستایی در دهستان نجف‌آباد بخش مرکزی شهرستان سیرجان استان کرمان ایران است.

## جمعیت
بر پایه سرشماری عمومی نفوس و مسکن در سال ۱۳۹۵ جمعیت این مکان ۳۴۵ نفر (۱۰۰خانوار) بوده‌است.